# バレーメトロ100形電車
この項目では、アメリカ合衆国アリゾナ州の州都・フェニックスのライトレールであるバレーメトロレール（Valley Metro Rail）で使用される車両のうち、日本の近畿車輛が製造した車両について解説する。これらの車両はバレーメトロレールの開通に合わせて導入が実施されている。

## 概要
バレーメトロレールは、アリゾナ州の州都・フェニックス市内や周辺都市間の交通事情の改善を目的として計画や建設が進められ、2008年12月27日から営業運転を開始したライトレール路線である。この開業に備えた最初の車両として、日本の近畿車輛は2003年に運営組織のバレーメトロとの間に36両＋オプション14両分の電車を製造する契約を結んだ。これに基づき生産されたのが100形である。
両運転台式の3車体連接車で、車内全体の70 %がバリアフリーに適した低床構造になっている（部分超低床電車）。車体の外板素材には繊維強化プラスチック（FRP）製パネルが用いられており、鋼製の骨組みに接着取り付けされている。これにより、事故により車体が損傷した際の修繕が容易になっている他、パネル間や側窓の隙間や段差を最小限に抑え、全体に一体感を持たせた滑らかな車体デザインが実現している。このFRPは正面部分や床下部分の覆い（側スカート）、車内のカバー（キセ）、鴨居にも使われている。また、側面および乗降扉には大型のガラスが採用され、開放感や展望性の向上が図られている。
安全対策として、正面部分には衝突時の衝撃を緩和するエネルギー吸収構造が用いられており、下部にはアンチクライマーカバーや連結器を収納したバンパーカバーが設置されている。また、アンチクライマーカバーの先端や上部両側にはカメラが搭載されており、運転席から各部の安全確認が可能である。
車内の前後車体（A車、B車）の動力台車が設置された箇所は床上高さが795 mmの高床構造になっており、乗降扉の方を向いた2人掛けのクロスシートが設置されている。また、低床部分には車椅子が収納可能なフリースペースが2箇所づつ設けられている。一方、中間車体（C車）にはロングシートが設置されている他、両端には自転車が設置可能なスペースが存在する。車内の各部に設置されている握り棒は上部で壁側に湾曲しており、車内全体を広く見せるよう図られている。
開業に合わせてオプション分を含めた50両（101 - 150）が導入され、製造はバレーメトロの車両工場で実施された。2022年現在も、増備車として導入が続くシーメンス製のS700形と共に全車が営業運転に使われており、2両編成による連結運転を主体とした運用が実施されている。

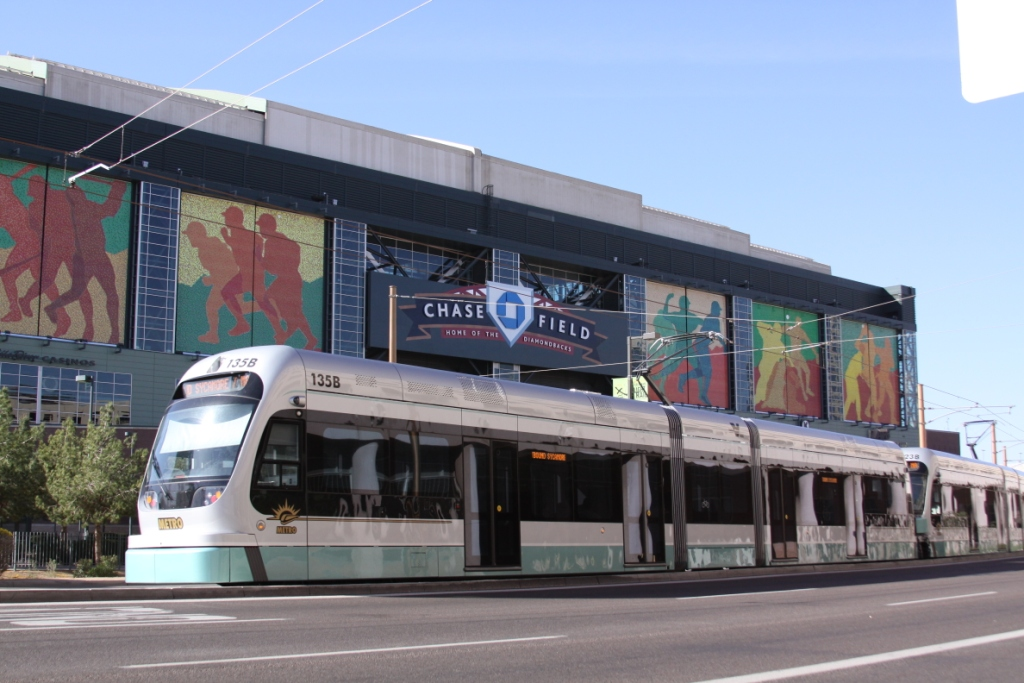
連結運転（2009年撮影）
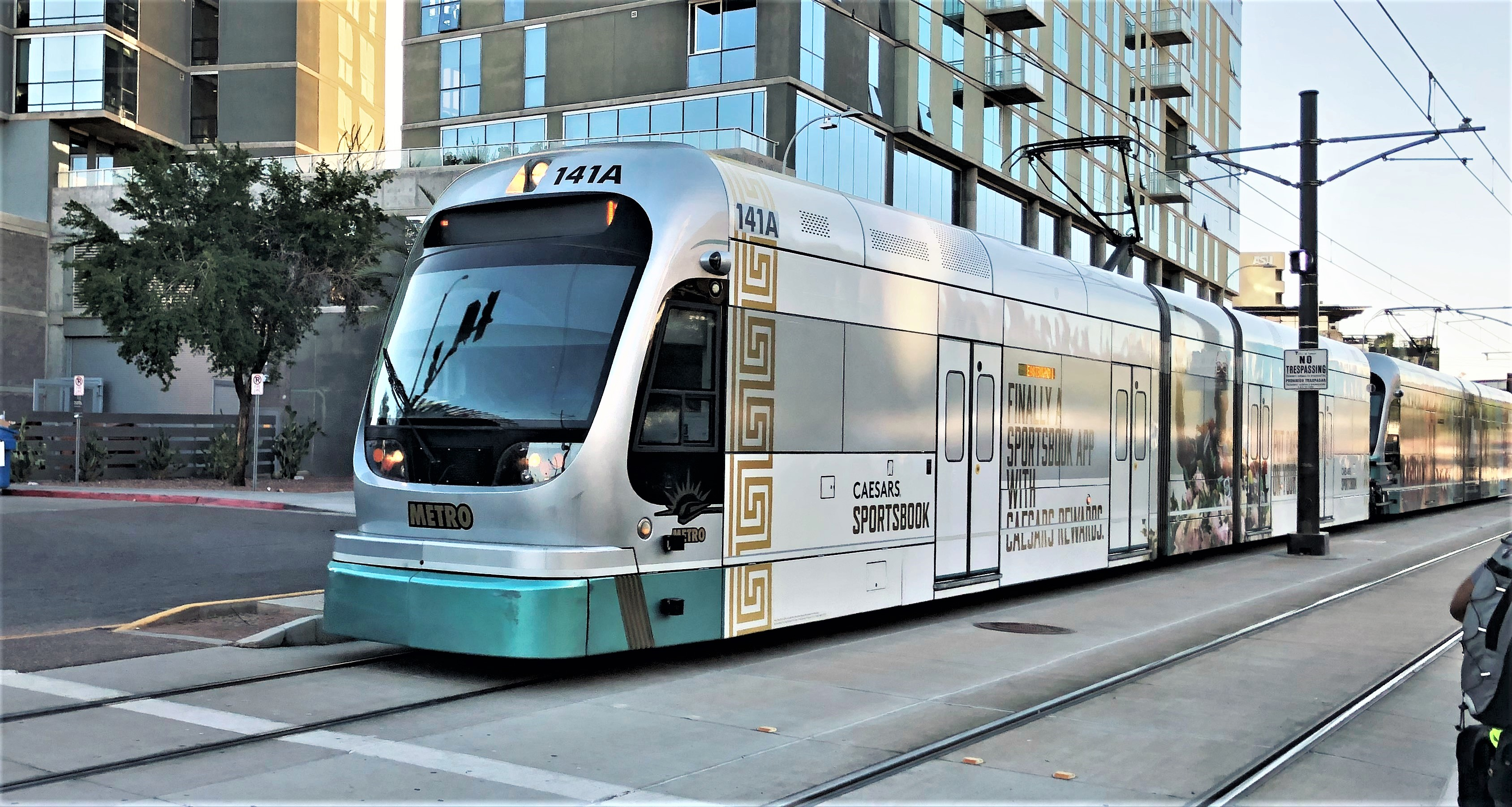
広告塗装（2021年撮影）
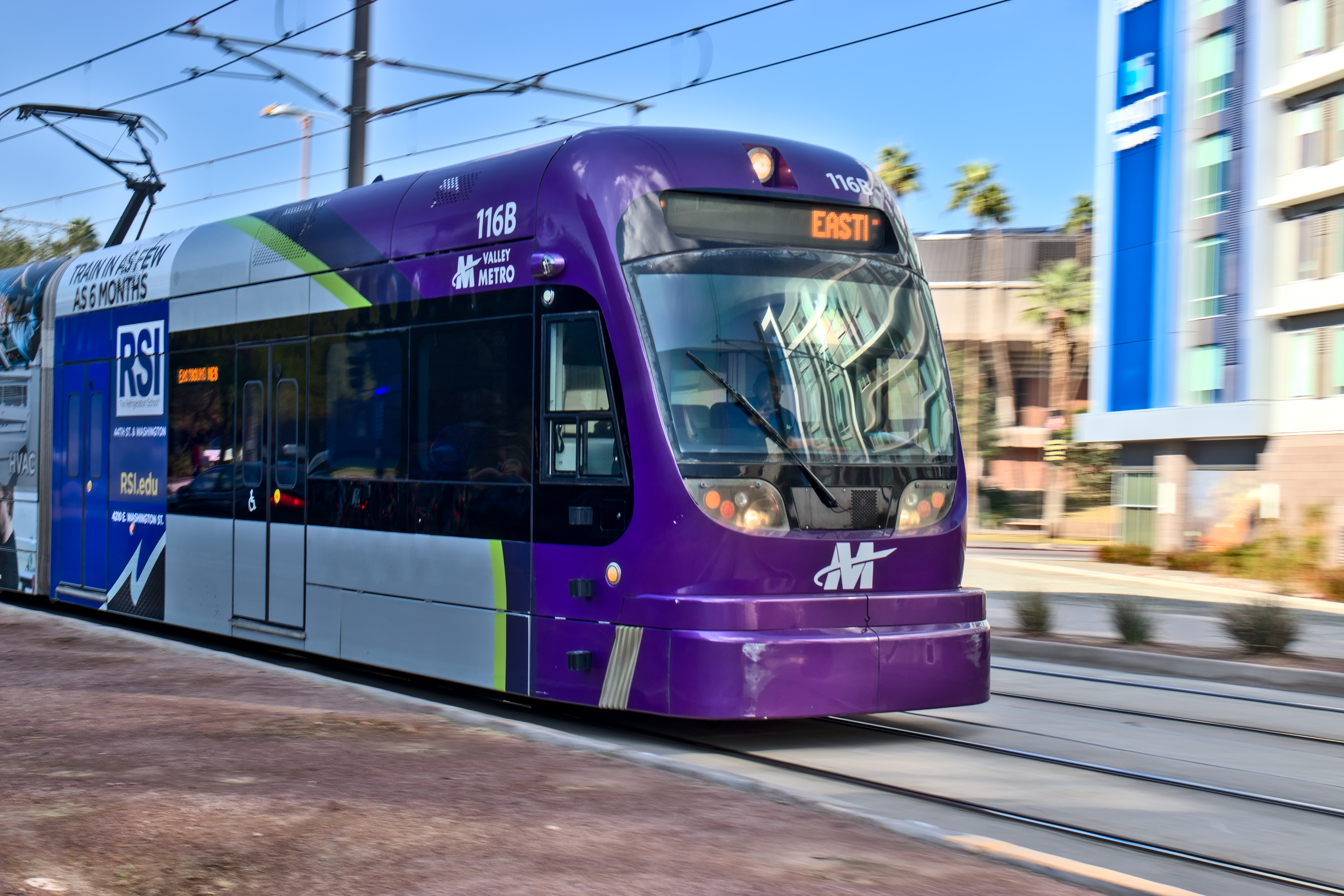
新塗装（2023年撮影）

## 参考資料
- 「近畿車輌技報」第15巻、2008年11月、 オリジナルの2012年3月24日時点におけるアーカイブ、2023年5月15日閲覧。
  - 新堀裕之「あの街にこの車両 VMR -フェニックス交通局-」2008年11月、 オリジナルの2015年3月23日時点におけるアーカイブ、2023年5月15日閲覧。
  - 大場章好「アメリカプロジェクトにおけるFA（最終組立）の変遷」2008年11月、 オリジナルの2015年3月23日時点におけるアーカイブ、2023年5月15日閲覧。